# 斯利普申斯凯
46°12′2″N 32°23′22″E / 46.20056°N 32.38944°E
斯利普申斯凯（烏克蘭語：Сліпушинське）是位於烏克蘭南部的村莊，由赫爾松州斯卡多夫斯克區的多利馬蒂夫卡市鎮負責管轄。該村始建於1946年，面積1.68平方公里，海拔高度5米，2001年人口307，人口密度每平方公里182.7人。